# 미우라만
미우라만(일본어: 三浦湾)은 나가사키현 쓰시마시의 중앙부 동측 연안에 위치하고 있는 만이다. 그래서 이 만은 쓰시마섬의 상도와 하도는 물론, 유일한 무인도인 구로시마에 둘러쌓인 만이다. 그러나 이 일대의 바다는 리아스식 해안을 이루고 있어, 만오부에서는 메이지 시대 당시 절개한 상태로 처리된 만제키세토를 통해 쓰시마섬의 서안인 아소만과 인접할 정도로 주변에 섬이 많이 산재해 있기 때문에, 쓰시마섬의 하롱베이라고도 불린다.